# Европейская премия по комбинаторике
Европейская премия по комбинаторике (European Prize in Combinatorics) — премия за вклад комбинаторику и математическую дисциплину, вручаются раз в два года математикам в возрасте не старше 35 лет. Впервые ею наградили в 2003 году в Праге. Последний раз премию вручали в 2019 году в Братиславе.

## Лауреаты
- 2003: Даниела Кюн[англ.], Дерик Симеон Остус[англ.] и Плань, Ален[2]
- 2005: Дмитрий Фейхтнер-Козлов[англ.][1]
- 2007: Шеффер, Жиль[4]
- 2009: Киваш, Питер[5], и Балаш Сегёди[англ.][6]
- 2011: Дэвид Конлон[англ.], и Даниель Краш[англ.][7]
- 2013: Войцех Самотий[англ.], и Том Сандерс[англ.]
- 2015: Карим Адипрасито, Зднек Дворжак[англ.], и Роберт Моррис[англ.][8]
- 2017: Кристиан Рейер[англ.] и Марина Вязовская[9]
- 2019: Richard Montgomery и Alexey Pokrovskiy[10]
- 2021: Péter Pál Pach, Julian Sahasrabudhe, Lisa Sauermann[англ.], István Tomon[11]
- 2023 Johannes Carmesin, Феликс Йоос[нем.][12][13]